# کونیکا مینولتا ماکسوم ۵دی
کونیکا مینولتا ماکسوم ۵دی (به انگلیسی: Konica Minolta Maxxum 5D) یک دوربین عکاسی ساخت شرکت کونیکا است.